# Раусдорф (Тюрингія)
Раусдорф (нім. Rausdorf) — громада в Німеччині, розташована в землі Тюрингія. Входить до складу району Заале-Гольцланд. Складова частина об'єднання громад Гюгелланд/Телер.
Площа — 3,16 км2. Населення становить 195 ос. (станом на 31 грудня 2021).

## Галерея

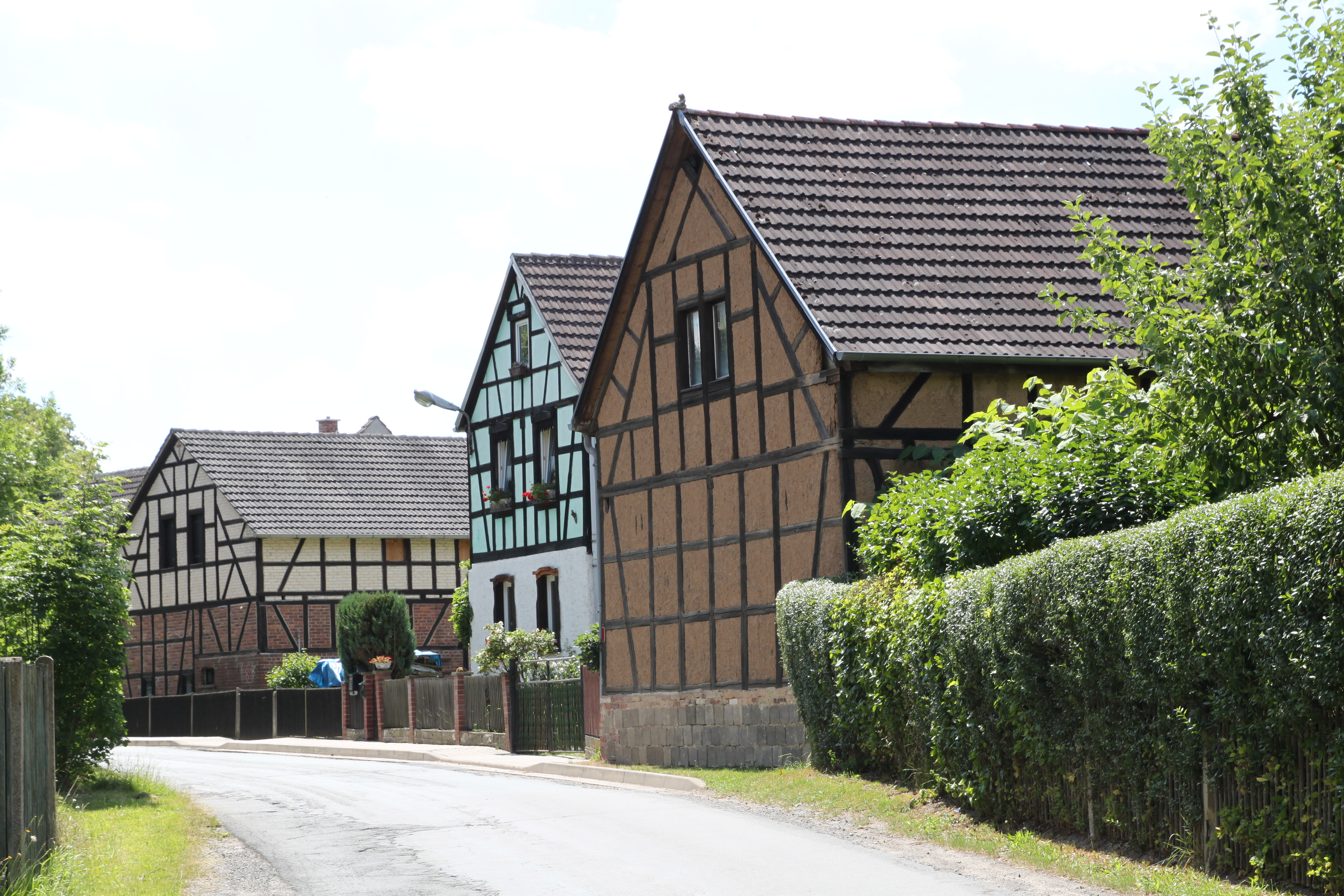
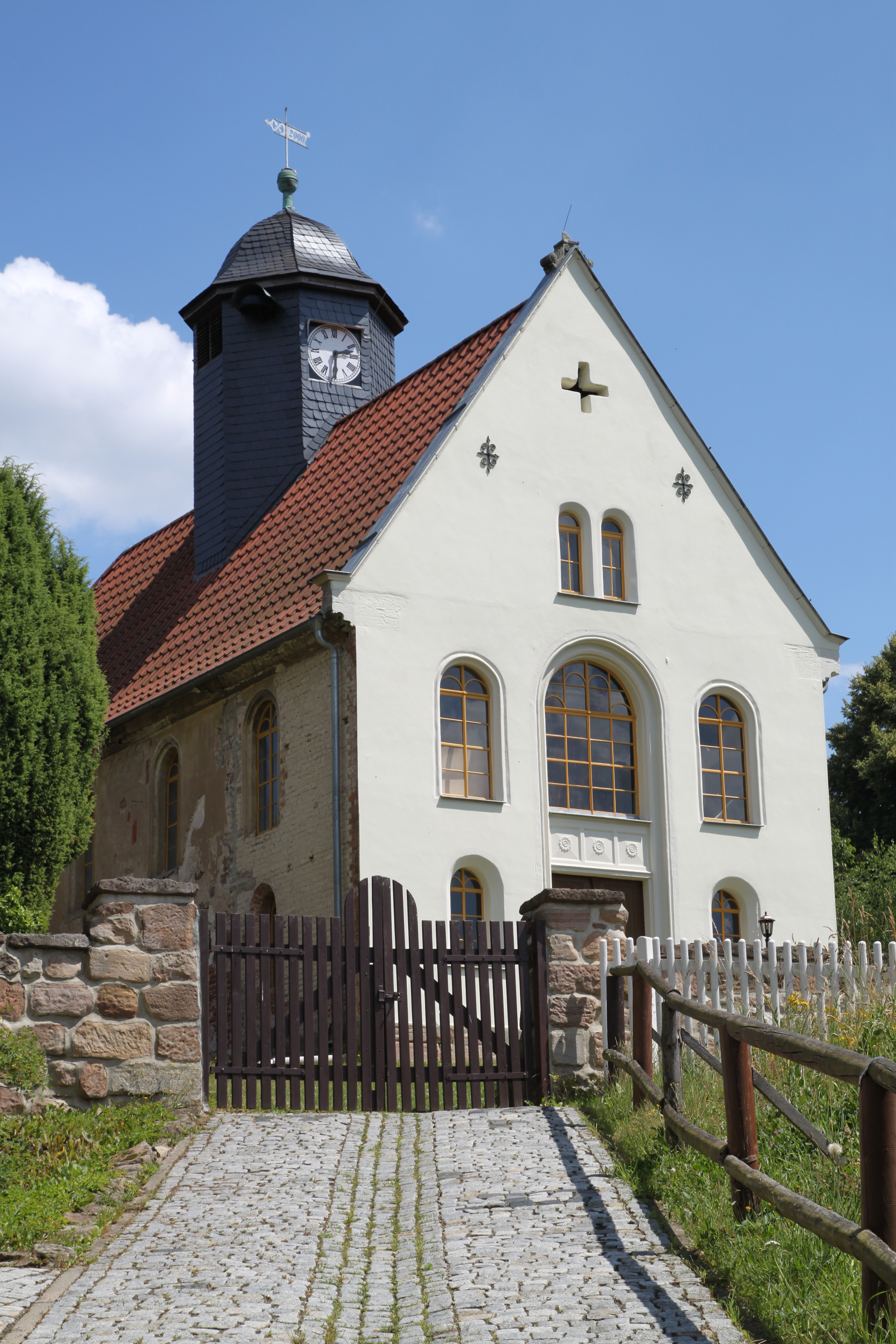